# Pieve Albignola
Pieve Albignola (Piév d'Albignöla in dialetto lomellino) è un comune italiano di 806 abitanti della provincia di Pavia in Lombardia. Si trova nella bassa Lomellina, quasi sul ciglio del terrazzo che domina la valle alluvionale del Po, presso la riva sinistra del fiume, a valle della confluenza dell'Agogna.

## Geografia fisica
Il territorio del comune risulta compreso tra i 69 e i 87 metri sul livello del mare.
L'escursione altimetrica complessiva risulta essere pari a 18 metri.

## Storia
Nota fin dal XIII secolo (estimo pavese) come Plebs Albignole ovvero Pieve di Albignola (nel XVIII secolo era scritto erroneamente Pieve d'Albignolo), fece sempre parte della Lomellina, seguendo in particolare le vicende di Sannazzaro de' Burgondi: fu nella squadra (podesteria) di Sannazzaro e quindi nel feudo dei Malaspina di Sannazzaro, fino all'abolizione del feudalesimo nel 1797. Nel 1868 venne unita a Pieve Albignola la frazione Cascinotto Mensa, già di Corana, che fece parte del feudo di Corana della Mensa, signoria della Mensa arcivescovile di Milano.

### Simboli
Lo stemma e il gonfalone sono stati concessi con DPR del 14 dicembre 1977.
Il gonfalone è un drappo troncato di rosso e di azzurro.

## Società

### Evoluzione demografica
Il comune di Pieve Albignola ha fatto registrare nel censimento del 1991 una popolazione pari a 957 abitanti. Nel censimento del 2001 ha fatto registrare una popolazione pari a 919 abitanti, mostrando quindi nel decennio 1991 - 2001 una variazione percentuale di abitanti pari al -3,97%.
Gli abitanti sono distribuiti in 373 nuclei familiari con una media per nucleo familiare di 2,46 componenti.
Abitanti censiti

## Cultura

### Eventi
Durante il mese di Maggio si svolge la tradizionale sagra delle Rose.

## Economia
Risultano esistere sul territorio del comune 6 attività industriali con 24 addetti pari al 15,09% della forza lavoro occupata, 19 attività di servizio con 37 addetti pari all'11,95% della forza lavoro occupata, altre 23 attività di servizio con 66 addetti pari al 23,27% della forza lavoro occupata e 9 attività amministrative con 12 addetti pari al 14,47% della forza lavoro occupata
Risultano occupati complessivamente 159 individui, pari al 17,30% del numero complessivo di abitanti del comune.

## Curiosità
I dieci cognomi maggiormente diffusi sono:
- 17.22% Fusetto
- 14.76% Marchesi
- 12.30% Poggi
- 9.84% Lionello
- 9.84% Migliorati
- 9.84% Parisotto
- 9.84% Turelli
- 7.38% Chiodin
- 7.38% Comaschi
- 7.38% De Paoli